# Elephantomyia fumicosta
Elephantomyia fumicosta là một loài ruồi trong họ Limoniidae. Chúng phân bố ở miền Australasia.